# Lonchitis zahlbruckneri
Lonchitis zahlbruckneri är en ormbunkeart som beskrevs av Jenő Béla Kümmerle.
Lonchitis zahlbruckneri ingår i släktet Lonchitis och familjen Lonchitidaceae. Inga underarter finns listade i Catalogue of Life.